# Палата Разумовски
Палата Разумовски или Палата хетмана Украјине Кирила Розумовског (укр. Палац гетьмана України Кирила Розумовського) је архитектонски споменик националног значаја, музеј Националног историјског и културног резервата „Хетманска престоница” и једино архитектонско ремек дело Чарлса Камерона у Украјини. Налази се у Батурину, у Черниговској области. 

## Историјат
Кирило Розумовски је био хетман Украјине од 1750. до 1764. године. Током његовог хетмановања Батурин је постао хетманова престоница. Од 1794. године Кирило Розумовски је живео у Батурину када је замислио изградњу великог дворског и парковског ансамбла. Током 1799—1803. је изграђен по пројекту архитекте шкотског порекла Чарлса Камерона. Ансамбл се састојао од палате, две помоћне зграде и редовног планског парка. Након хетманове смрти 1803. године је постао власништво његовог сина Андрија Розумовског који га је поседовао до краја свог живота 1836. Године 1824. је пожар уништио готово сву унутрашњост зграде, а 1856. је дворско–парковска целина постала државна својина. Почетком двадесетог века је ансамбл био у напуштеном стању. Средином двадесетог века је парк потпуно уништен, а помоћне зграде су демонтиране. Године 1924. је тамо избио пожар који је нанео значајну штету на конструкцији. Фасада зграде и декоративни украси на њој су озбиљно оштећени и током Великог отаџбинског рата. У другој половини двадесетог века је било неколико покушаја да се палата обнови, али рестаурација није завршена. Централна зграда целог комплекса – палата – је сачувана. Под покровитељством председника Виктора Јушченка и уз добротворно учешће украјинских филантропа 2003—2008. је обновљена, а свечано отварање за посетиоце је извршено 22. августа 2009.

## Изложба
Укупна површина палате је 2483 м², а од тога 1065,3 м² изложбена површина. У приземљу се налазе изложбене сале које представљају историјску прошлост хетмана Батурина, рад Кирила Розумовског и историју изградње и рестаурације дворско–парковског ансамбла у Батурину. Унутрашњост другог спрата је рестауриран по аналогији са сачуваним делима Чарлса Камерона. У свечаним салама другог спрата је фокус на епохи Хетманије. Међу оригиналним експонатима који припадају хетману Кирилу Розумовском и његовој породици у палати су изложени корпани мач са дршком, лабораторија осамнаестог века, печат из осамнаестог века и фрагменти надгробног споменика хетмана Кирила Розумовског из 1805. године.